# 1642
1642 (MDCXLII) var ett normalår som började en onsdag i den gregorianska kalendern och ett normalår som började en lördag i den julianska kalendern.

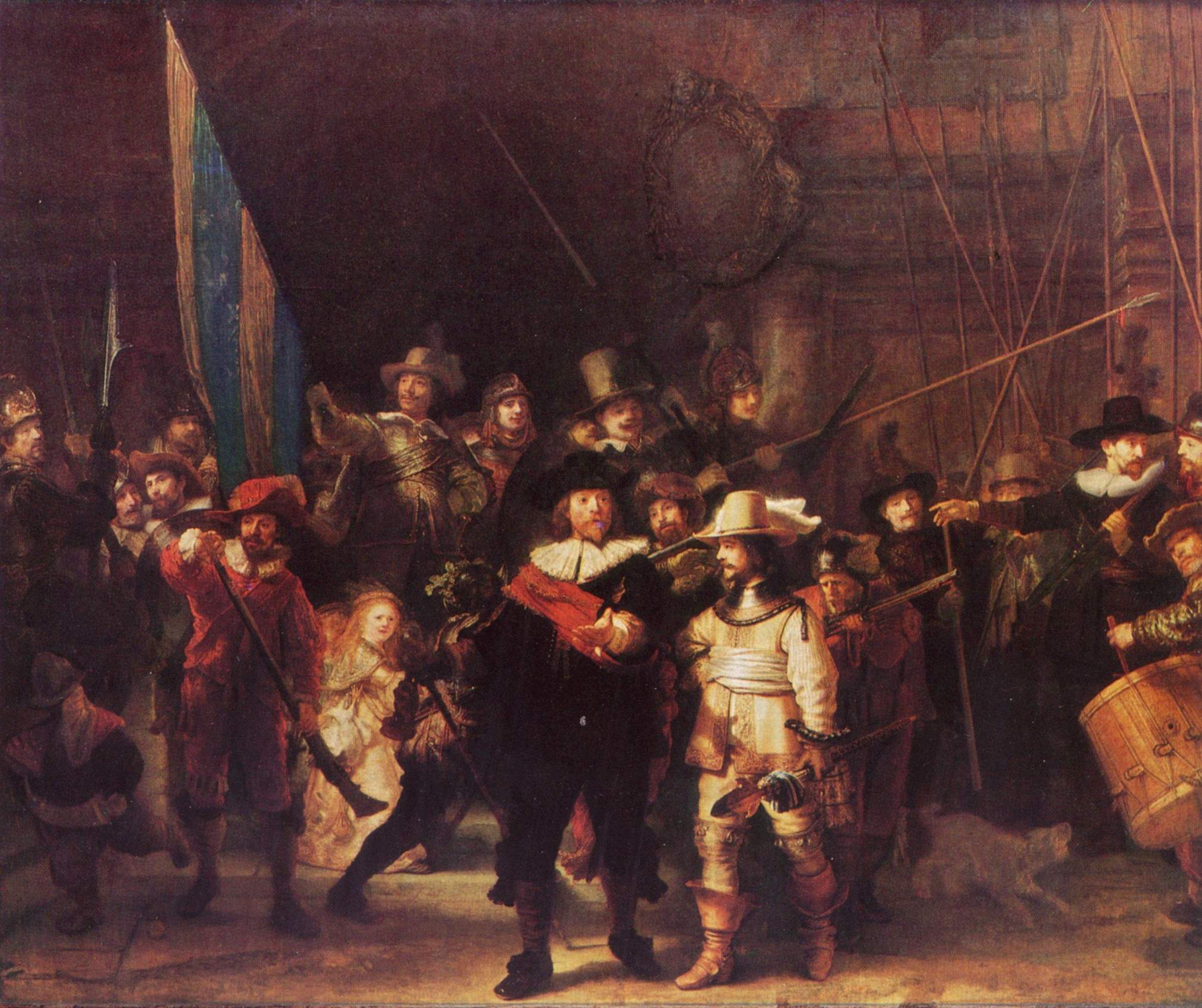
Rembrandts Nattvakten från 1642

## Händelser

### Januari
- 17 januari – Fransmännen besegrar kejsarens trupper i slaget vid Kempen.

### April
- 24 april – Svenska hären rycker fram i Schlesien, där man denna dag intar fästningen Glogau och snart även Mährens huvudstad Olmütz.

### Maj
- 8 maj – Säters stad får stadsprivilegier.[1]
- 21 maj – Svenskarna besegrar kejsarens trupper i slaget vid Schweidnitz.

### September
- 20 september – Nyen får stadsprivilegium.

### Oktober
- 23 oktober – Svenskarna under Lennart Torstenson besegrar kejsarens trupper i det andra slaget vid Breitenfeld, även känt som slaget vid Leipzig. Svenskarna intar Leipzig.
- 29 oktober – Kristinehamn får stadsprivilegium.[2] och Järle får stadsrättigheter.

### November
- 24 november – Tasmanien upptäcks av Abel Tasman.
- 25 november – Fyra av Slottet Tre Kronors torn störtar samman vid en hotande eldsvåda, och drottning Kristina måste fly ur sina rum.[3]

### December
- 13 december – Nya Zeeland upptäcks av Abel Tasman.

### Okänt datum
- En ungdomsbrottsling avrättas för första gången i Amerika, efter tidelag med en ko och en häst.[4]
- Drottning Kristinas sluss vid Söderström står färdig.
- Det första steget mot en fast, lagstadgad svensk fattigvård tas med den så kallade tiggarordningen. Fattigstugor i socknarna skrivs in i lagen.
- Det kungliga och adliga ägandet i Nya Sverigekompaniet förstärks, när de nederländska köpmännen säljer sina andelar.
- Bibeln utges i sin helhet på finska, med tillhjälp av Eskil Petræus.
- Johan Printz, småländsk prästson och degraderad general under trettioåriga kriget, utnämns till guvernör över Nya Sverige.
- Drottning Kristina låter bygga ett litet lusthus vid Kungsträdgården i Stockholm. Detta leder till att allt fler adelsmän börjar bygga hus där och stadsdelen blir stadens mest fashionabla.
- Blaise Pascal konstruerar en mekanisk räknemaskin.
- Tryckerimetoden mezzotint introduceras av Ludwig von Siegen.
- Hertig Ernst den fromme av Sachsen-Gotha inför statlig folkskola och allmän skolplikt för pojkar och flickor.
- Thomas Hobbes ger ut De cive, en avhandling om staten och medborgaren.

## Födda
- 24 april – Samuel Columbus, svensk diktare och språkforskare.
- 31 oktober – Jakob Arrhenius, svensk historiker.
- 5 november – Nils Gyldenstolpe, svensk greve, ämbetsman och diplomat samt kanslipresident 1702–1709.
- 30 november – Andrea Pozzo, italiensk målare och arkitekt.
- 25 december – Isaac Newton, engelsk fysiker och naturvetare.
- Marie Anne de La Trémoille, spansk politiker.
- Louise-Anastasia Serment, fransk naturfilosof.

## Avlidna
- 8 januari – Galileo Galilei, italiensk vetenskapsman.
- 14 juni – Saskia Uylenburgh, Rembrandts modell och maka.
- 3 juli – Maria av Medici, fransk drottning och regent.
- 18 augusti – Guido Reni, italiensk målare.
- 1 november – Jean Nicolet, fransk upptäcktsresande.
- 28 november – Simon de la Vallée, fransk-svensk arkitekt, dödad i duell.

### Fotnoter
1. ↑  ”Nordisk familjebok 1919- Säter (läst 3 april 2011)”. https://runeberg.org/nfch/0075.html.
2. ↑  ”Nordisk familjebok 1911 - Kristinehamn (läst 3 april 2011)”. https://runeberg.org/nfbn/0748.html.
3. ↑  ”Värmlands brandhistoriska klubb”. Arkiverad från originalet den 12 oktober 2011. https://www.webcitation.org/62NB7kO36?url=http://www.brandhistoriska.org/olyckor_se.html. Läst 25 mars 2011.
4. ↑  Samaha, Joel. ”2”. Criminal Law (Ninth). Thomas/Watson. sid. 60. ISBN 9780495095392. Läst 1 november 2007